# 巴拿威梯田
巴拿威梯田（[bɐˈnawe]）是位於菲律賓呂宋島伊富高省巴拿威地區的山坡梯田，為伊哥洛特人的祖先所開鑿。這些梯田有時被譽為「世界第八大奇迹」。普遍認為該梯田是在幾乎未使用現代設備的情況下，主要依靠人力建成的。梯田海拔約為1,500公尺（4,900英尺），灌溉水源來自上方熱帶雨林中的古老水利系統。據說若將這些梯田的階梯首尾相連，其總長度可繞地球半圈。
至今，當地居民仍在梯田上種植稻米與蔬菜，近期，因周遭地區投身於因觀光而興起、收入較高的旅遊與服務業。這使得梯田特有的階梯式結構逐漸出現損毀，並需持續進行修復與維護。2010年3月，更因乾旱導致梯田水源枯竭，對當地農業造成嚴重影響。
人類學家奧特利·貝耶曾推測這些梯田已有超過2,000年的歷史，但部分學者對此提出異議，認為其實際建造時間可能較晚。儘管如此，稻米作為菲律賓的重要糧食作物，早在公元前1500年，即約3,500年前，便隨著南島語族的遷徙傳入群島。
目前對巴拿威梯田構成威脅的因素除了環境破壞，包括當地稱為「环毛蚓」的巨大蚯蚓，此外還有呂宋紋鼠及蝸牛。

## 文化意義

### 伊富高米文化

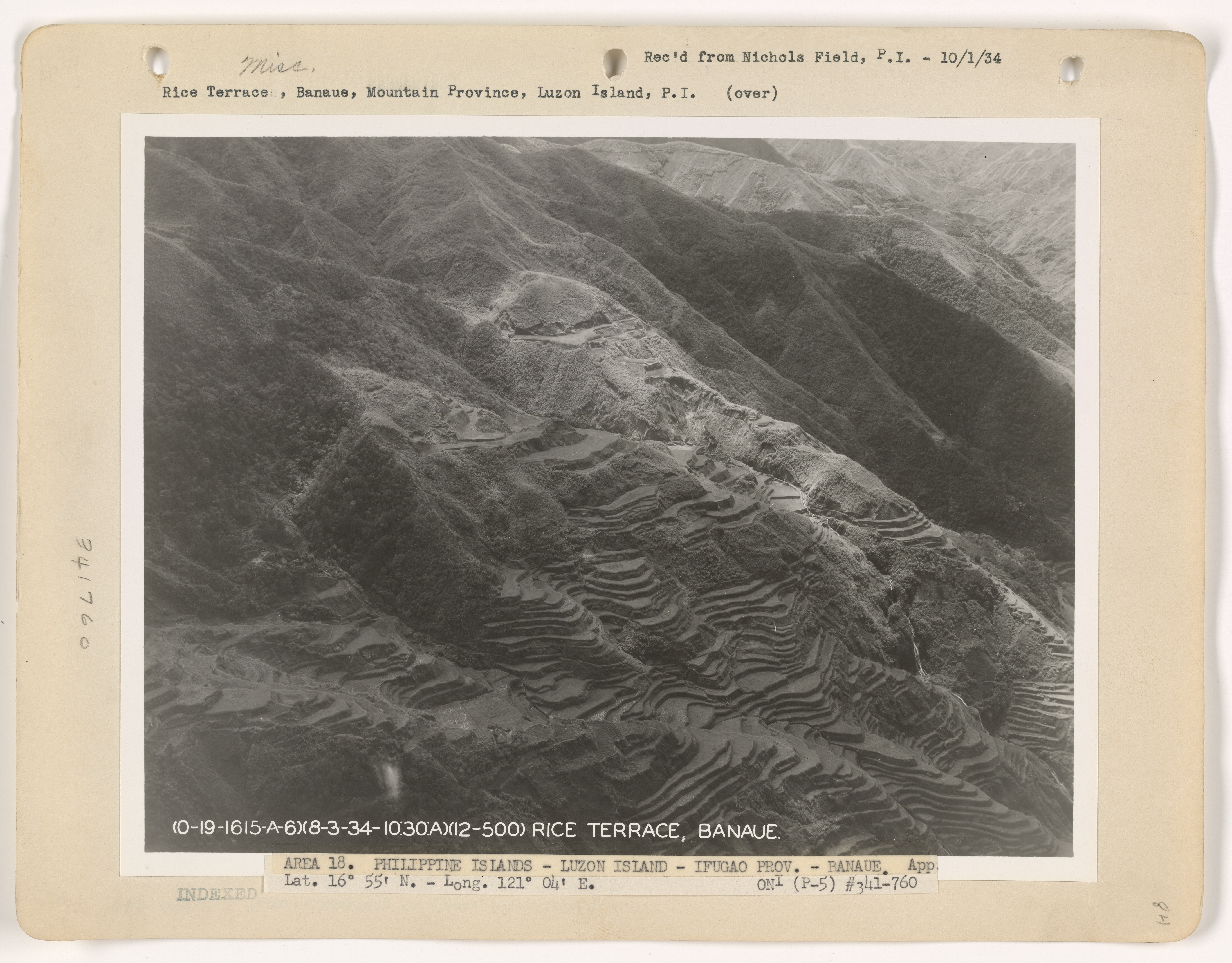
1930年代的巴拿威梯田。

位於菲律賓伊富高省，由當地伊富高人世代維護。伊富高文化以稻作為核心，尤其是黑稻品種 kalinayan，並由此發展出一套與農耕密切相關的傳統祭儀與慶典，涵蓋從播種到收穫乃至食用稻米的整個過程。收穫季節通常伴隨感恩節慶，而最終收穫時會舉行稱為「tango」或「tungul」的儀式，即「休耕日」，期間嚴禁從事任何農耕活動，以示尊重自然與祖靈。節慶期間常會食用米酒（bayah）、米糕與檳榔等傳統食物。
伊富高人世代以傳統農法從事耕作，主要勞力集中於梯田與山林地帶，偶爾也會種植根莖作物。此外，他們也栽培可食用貝類、水果樹及其他蔬菜，這些農作方式已在族群中傳承多代。由於當地土壤條件使稻米品種的種植相當困難，因此修築梯田成為必要。梯田的建造包括以石材與夯土築起堤牆，並設計從高處主幹水渠引水灌溉的系統。伊富高族的梯田技術涵蓋水利管理、石工、土木與梯田維護等領域。

### 有機農業
2009年3月，伊富高梯田被正式宣告為不含基因改造生物（GMO）區域。該成就於當地觀景點舉行宣布儀式，活動由地方政府與市政單位、绿色和平以及地球小姐基金會共同協辦。

### 文化遺產認定
「巴拿威梯田」一詞通常指的是靠近巴拿威市中心並可從觀景台遠眺的梯田群。然而，與普遍認知不同（此誤解部分源自其被印於菲律賓二十披索紙鈔上），巴拿威梯田並未被聯合國教科文組織列入世界遺產。由於周圍興建了大量現代建築物，導致在聯合國教科文組織的遺產完整性評估中得分偏低，未能達成列名條件。
實際上，被列為「菲律賓科迪勒拉山水稻梯田」界遺產的五個梯田群分別為：巴塔德（Batad）、邦安（Bangaan）、洪杜安（Hungduan）、中央馬約耀（Mayoyao Central）與納加卡丹（Nagacadan）。其中的巴塔德與邦安雖隸屬於巴拿威市管轄，但並不被稱為「巴拿威梯田」。
不過，巴拿威梯田仍於1973年被菲律賓政府依據總統令第260號，由時任總統费迪南德·马科斯簽署，正式認定為「國家文化寶藏」，隸屬於「伊富高梯田」（Ifugao Rice Terraces）保護範疇之下
。

## 旅遊業
旅遊業是近年巴拿威梯田的蓬勃發展的經濟活動之一。為吸引遊客，當地旅遊業發展出多項相關活動，包括傳統的梯田觀光行程，以及造訪位於梯田山腳下的原住民族社。另有建議遊客體驗由「Mumbaki」（伊富高族的傳統巫醫）主持的儀式，這些巫醫能施行具有精神療癒意義的宗教儀式。
巴拿威國家公園曾被印製於1991年至2018年發行的新設計系列千披索紙鈔的背面；自2010年起，亦出現在現行新世代貨幣系列的二十披索紙鈔背面。

## 其他梯田
除了巴拿威梯田，伊富高省內尚有四處同樣著名的水稻梯田：:
- 巴塔德梯田（Batad Rice Terraces）：位於巴拿威市巴塔德村，梯田呈圓形劇場狀，景觀壯麗，為熱門觀光地點之一。
- 馬約耀梯田（Mayoyao Rice Terraces）：主要種植名為「tinawon」的稀有有機稻米品種，此品種分為紅米與白米兩類。[22]
- 哈帕奧梯田（Hapao Rice Terraces）：位於洪杜安市，以石牆支撐結構聞名，建材取自薩加達岩層，歷史可追溯至西元650年。[23]
- 奇岸梯田（Kiangan Rice Terraces）：位於巴拿威的奇岸地區，當地主要種植的稻米品種包括nagacadan與julungan。

此外，伊富高的山區土壤性質與製作陶罐或陶甕所用的黏土相近，因此也常用於燒製陶器與建築用途。

## 另見
- 菲律賓科迪勒拉山水稻梯田
- 菲律賓旅遊

## 外部連結
- YouTube上的Preserving the vanishing culture of the Ifugao
- Ifugao Archaeological Project
- Banaue Rice Terraces information
- The seed keepers' treasure (Rice Today, International Rice Research Institute)
- Bird's Eye View of an Enduring Rice Culture （页面存档备份，存于）